# Casa Sans (Sant Just Desvern)
Casa Sans és un edifici del municipi de Sant Just Desvern (Baix Llobregat) que forma part de l'Inventari del Patrimoni Arquitectònic de Catalunya. Segons el cadastre es construí el 1910.

## Descripció
És un edifici senyorívol de planta baixa i pis, coronat per un balustre clàssic que protegeix una coberta plana. La torre, amb el mateix acabament, és una fita visual de referència que contrasta amb les torres del sanatori. Cal remarcar la importància del jardí que emmarca l'edificació.